# اندرو موریس (بازیکن فوتبال)
اندرو موریس (انگلیسی: Andrew Morris؛ زادهٔ ۱۸ مارس ۱۹۸۲) بازیکن فوتبال اهل بریتانیا است.
از باشگاه‌هایی که در آن بازی کرده‌است می‌توان به باشگاه فوتبال ویگان اتلتیک اشاره کرد.